# 中国共产党第十二次全国代表大会
中国共产党第十二次全国代表大会，簡稱中共十二大，於1982年9月1日至11日在北京召開。参加这次大会的正式代表1,600人、候补代表160人，代表当时全国3,965万中国共产党党员。

## 主要议程
1. 审议第十一届中央委员会的报告，确定党为全面开创社会主义现代化建设新局面而奋斗的纲领；
2. 审议和通过新的《中国共产党章程》，废除中央委员会主席职务，改以中央委员会总书记为最高负责人；
3. 按照新党章的规定，选举新的中央委员会、中央顾问委员会和中央纪律检查委员会。

## 会议过程
邓小平主持大会开幕式并致开幕词，高度评价大会的历史地位，认为大会将是党的第七次全国代表大会以来最重要的一次；他总结新中国（中華人民共和國）建国以来的历史经验，正式提出“建设有中国特色的社会主义”的新命题。
胡耀邦代表第十一届中央委员会，向大会作了《全面开创社会主义现代化建设新局面》的报告。

## 历史意义
大会通过的《中国共产党章程》，除了废除中央委员会主席职务，改以中央委员会总书记为最高负责人外，为适应改革开放和社会主义现代化建设的需要，对党的民主集中制和各项组织制度、党的纪律作了更充分、更具体的规定。新党章清除了“十一大”党章中仍肯定“无产阶级专政下继续革命的理论”等“左”的语句，吸收了“七大”和“八大”党章的特点，并根据新时期执政党的特点，提出了许多新的要求，如“禁止任何形式的个人崇拜”。大会通过了《关于十一届中央委员会报告的决议》、《关于〈中国共产党章程〉的决议》和《关于中央纪律检查委员会工作报告的决议》。大会选举了由210名中央委员和138名中央候补委员组成的第十二届中央委员会，选举了由172名委员组成的中央顾问委员会和由132名委员组成的中央纪律检查委员会。

## 大会机构
中国共产党第十二次全国代表大会主席团名单
（共252人）
（按姓氏笔画为序）
　一　于光远　于素梅（女）　万　达　万　里　万　毅（满族）　马　信（回族）　马文瑞　马兴元　习仲勋　王　平　王　猛　王　震　王　磊　王从吾　王世泰　王任重　王国权　王首道　王恩茂　王崇伦　王朝文（苗族）　王鹤寿　天　宝（藏族）　韦国清（壮族）　尤太忠　毛致用　乌兰夫（蒙古族）　文敏生　方　毅　方志纯　尹林平　孔　原　邓力群　邓小平　邓颖超（女）　邓稼先　甘渭汉　卢嘉锡　叶　飞　叶剑英　白如冰　白栋材　冯文彬　冯纪新　司马义·艾买提（维吾尔族）　成仿吾　吕正操　朱光亚　朱穆之　廷　懋（蒙古族）　乔　石　乔晓光　伍修权　伍精华（彝族）　任仲夷　华国锋　向和友（土家族）　刘　达　刘　杰　刘　震　刘田夫　刘华清　刘志坚　刘建章　刘明辉　刘复之　刘澜涛　江　华（瑶族）　江渭清　池必卿　安平生　许世友　许家屯　许梦侠　孙大光　孙晋芳（女）　阴法唐　苏　钢　苏毅然　杜义德　杜星垣　李　达　李　昌　李　强　李　鹏　李一氓　李井泉　李丰平　李东冶　李成芳　李先念　李志民　李作成　李坚真（女）　李学智　李维汉　李维康（女）　李葆华　李植南（白族）　李瑞环　李德生　李耀文　杨　勇　杨文贵（黎族）　杨成武　杨易辰　杨尚昆　杨秀山　杨秀峰　杨得志　杨静仁（回族）　肖　华　肖　克　肖全夫　肖劲光　肖望东　吴　波　吴克华　吴学谦　余秋里　谷　牧　谷景生　汪　锋　汪道涵　宋　平　宋一平　宋任穷　宋时轮　宋养初　张　震　张才千　张平化　张廷发　张劲夫　张启龙　张承先　张爱萍　张铚秀　张富贵　陆定一　陈　云　陈　雷　陈火金　陈丕显　陈伟达　陈再道　陈国栋　陈野苹　陈锡联　陈慕华（女）　陈璞如　陈鹤桥　林　铁　林乎加　林丽韫（女）　罗青长　罗贵波　周　扬　周　惠　周子健　周建南　郑天翔　郑拓彬　项　南　赵文甫　赵守一　赵苍璧　赵辛初　赵南起（朝鲜族）　赵健民　赵紫阳　郝建秀（女）　荣高棠　胡乔木　胡启立　胡绩伟　胡耀邦　段君毅　饶守坤　洪学智　姚依林　秦仲达　秦基伟　袁升平　耿　飚　聂凤智　聂荣臻　贾那布尔（哈萨克族）　顾大椿　顾卓新　热　地（藏族）　钱之光　钱正英（女）　钱学森　钱信忠　铁　瑛　倪志福　徐立清　徐向前　徐健生　高　扬　高扬文　高厚良　郭　峰　郭林祥　姬鹏飞　黄　华　黄　镇　黄火青　黄克诚　黄新廷　康世恩　康克清（女）　章　蕴（女）　梁必业　梁步庭　彭　冲　彭　真　彭士禄　彭德清　董　边（女）　蒋南翔　韩　光　韩　英　韩天石　韩宁夫　韩先楚　韩念龙　覃应机（壮族）　惠浴宇　粟　裕　程子华　傅奎清　焦若愚　鲁大东　曾　生　曾　志（女）　强晓初　雍文涛　廖汉生　廖志高　廖承志　赛福鼎（维吾尔族）　谭友林　谭启龙　谭善和　谭震林　薛　明（女）　薄一波　霍士廉　穆　青（回族）
中国共产党第十二次全国代表大会主席团常务委员会名单
（共31人）
胡耀邦　叶剑英　邓小平　赵紫阳　李先念　陈　云　华国锋　徐向前　聂荣臻　彭　真　邓颖超（女）　王　震　韦国清　乌兰夫　方　毅　许世友　李德生　余秋里　张廷发　耿　飚　倪志福　彭　冲　陈慕华（女）　万　里　习仲勋　王任重　谷　牧　宋任穷　杨得志　胡乔木　姚依林
中国共产党第十二次全国代表大会秘书长名单
赵紫阳
中国共产党第十二次全国代表大会代表资格审查委员会名单
（共29人）
- 主　任：宋任穷
- 副主任：程子华　甘渭汉
- 委　员：马文瑞　王从吾　王恩茂　王鹤寿　冯文彬　任仲夷　李　昌　李　锐　李丰平　李启明　宋一平　杨易辰　杨静仁　陈丕显　陈伟达　陈野苹　苏毅然　洪学智　胡立教　段君毅　高　扬　郭　峰　康克清（女）　韩　光　蒋南翔　谭启龙